# Anna Sokolow
Anna Sokolow (Hartford, 9 de febrero de 1910-Manhattan, 29 de marzo de 2000) fue una bailarina clásica y coreógrafa estadounidense que trabajó a nivel internacional creando piezas de teatro y obras de danza contemporánea. Desarrolló su arte colaborando con las principales compañías de danza del mundo en el siglo XX. También desarrolló su propia compañía dancística que después de su fallecimiento se llamó Players’ Project.
Su obra continúa presentándose en el Sokolow Theatre/Dance Ensemble de Nueva York.  Su obra está preservada y montada por el Sokolow Theatre/Dance Ensemble y la Sokolow Dance Foundation en Massachusetts.

## Biografía
Anna Sokolow nació el 9 de febrero de 1910 en Hartford, Connecticut, y creció en el Lower East Side de Manhattan. Sus padres eran inmigrantes judíos de Rusia.
Su padre, Samuel Sokolow, emigró a Estados Unidos alrededor de 1905, seguido en 1907 por su madre, Sarah. Con la intención de residir en Hartford, Connecticut, Samuel y Sarah finalmente se mudaron a la ciudad de Nueva York en busca de mejores perspectivas laborales. Sarah comenzó a trabajar en la industria textil cuando Samuel quedó discapacitado por la enfermedad de Parkinson. De ideología socialista, Sarah participó activamente en el Sindicato de Trabajadores de la Confección. Anna Sokolow fue la tercera de los cuatro hijos de Samuel y Sarah, precedida por Isadore y Rose, y sucedida por Gertie.
Anna Sokolow se inició en la danza tomando clases en la Hermandad Emanuel junto a su hermana Rose, antes de volcarse de lleno a esta actividad. Su primera maestra, Elsa Pohl, se vio influenciada por la obra de Isadora Duncan. A pesar de la objeción de su familia, Sokolow se mudó de casa y abandonó la escuela para dedicarse a la danza a los 15 años. Mientras estudiaba, Sokolow se ganaba la vida trabajando en una fábrica. Comenzó a entrenar con Irene Lewisohn, Louis Horst y Martha Graham, entre otros, en el Neighborhood Playhouse del Henry Street Settlement en 1925 como "Junior Player". Blanche Talmud, su maestra principal, tenía experiencia en euritmia de François Delsarte y Dalcroze.
Como estudiante del Playhouse, Sokolow estudió canto, danza y pantomima. Finalmente obtuvo una beca completa en el Playhouse y participó en su primera actuación importante en 1928 como parte de la "Sinfonía de Israel" de Ernest Bloch.

## Trayectoria
Más tarde, en 1930, comenzó su carrera profesional propiamente dicha, como miembro de la compañía de Martha Graham. Bailó con la compañía como solista durante unos ocho años. Mientras actuaba con la compañía Graham, ayudó a Louis Horst en sus clases de coreografía. Una de sus actuaciones destacadas con la compañía fue “La Consagración de la Primavera” de Léonide Massine en 1930. 
Paralelamente a su trabajo con la Martha Graham Company, Sokolow comenzó a coreografiar y ofrecer actuaciones en solitario en 1932. Desarrolló el Theatre Union Dance Group en 1933, que pasó a llamarse “Dance Unit” en 1935.
En los programas de la “Unidad de Danza”, el nombre de Anna Sokolow no se enfatizó para atraer más atención al grupo en lugar de a ciertos individuos.  En 1936, se presentó una noche completa de su propio trabajo en la Asociación Hebrea de Jóvenes (YMHA) en la ciudad de Nueva York. Algunas de las obras incluidas en el programa fueron Speaker (1935), Strange American Funeral (1935), Inquisition '36 (1936) y Four Little Salon Pieces (1936). En 1937, cuatro hombres se unieron a la Unidad de Danza por primera vez, estrenando Extractos de un Poema de Guerra (1937). Con la adición de los hombres, Sokolow evitó dividir el movimiento en función del género y, en cambio, presentó todos los cuerpos como iguales.
A partir de la década de 1930, se afilió al movimiento politizado de la "danza radical", del cual surgió su obra Trilogía Antibélica (1933).  Durante este período, interpretó y coreografió obras tanto solistas como de conjunto, que abordaban temas como la explotación laboral y los crecientes problemas de los judíos en Alemania. Sokolow se inspiró en el movimiento sindical y declaró en una entrevista de 1975 que consideraba a los sindicatos su primer público.  A menudo exploraba temas como el comunismo, el socialismo y la clase trabajadora a través de sus danzas, en particular en Strange American Funeral (1935) y Case No. -- (1937). Varias obras de este período, incluyendo Trilogía Antibélica , fueron musicalizadas por el compositor Alex North.
En 1939, Sokolow participó en el desarrollo de la danza en México y en Israel. Su trabajo con la Secretaría de Educación Pública de México desemboca en la creación de la Academia Nacional Mexicana de la Danza.
En la década de 1940, Sokolow continuó estrenando obras en diversos escenarios de la ciudad de Nueva York, como La Novia (1946), una pieza influenciada por elementos tradicionales de las ceremonias nupciales judías ortodoxas.  De 1955 a 1985, Sokolow coreografió regularmente para el Juilliard Dance Ensemble en la Juilliard School . Creó muchas piezas destacadas para el grupo, entre ellas Primavera (1955) y Balada (1965).
En los años 1960, colabora con la Compañía de Danza Batsheva, para el Instituto Nacional de Bellas Artes, y el Teatro lírico de Israel. Enseña igualmente de 1958 a 1993 en la Juilliard School de Nueva York. Su método se denominó « method dancing ».

## Principales coreografías
- Rooms (1955)
- Dreams (1961)
- Continuación lírica (1954)
- Odas (1965)
- Opus 65 (1965)

### Piezas escritas para los espectáculos deBroadway
- Noah (1935) - sobre una música de Louis Horst
- Sing for Your Supper (1939)
- Street Scene (1947)
- The Great Campaign (1947)
- Sleepy Hollow (1948)
- Regina (1949)
- Happy ases Larry (1950)
- Camino Real (1953)
- Rosas rojas para M (1955) - nombramiento para un Tony Award de la mejor coreografía
- Candide (1956)
- Copper and Brass (1957)
- Clothes for the Summer Hotel (1980)